# Fedora ovum
Fedora ovum är en mossdjursart som först beskrevs av Smitt 1873.  Fedora ovum ingår i släktet Fedora och familjen Ascosiidae. Inga underarter finns listade i Catalogue of Life.